# Cycloramphus eleutherodactylus
Espèce
Synonymes
- Iliodiscus eleutherodactylus Miranda-Ribeiro, 1920
- Cyclorhamphus eleutherodactylus var. variegata Lutz, 1929
- Cyclorhamphus eleutherodactylus var. strigilata Lutz, 1929

Statut de conservation UICN

 DD  : Données insuffisantes
Cycloramphus eleutherodactylus est une espèce d'amphibiens de la famille des Cycloramphidae.

## Répartition
Cette espèce est endémique du Sud-Est du Brésil. Elle se rencontre dans l'État de Rio de Janeiro, le Sud du Minas Gerais et l'Est de l'État de São Paulo entre 100 et 1 100 m d'altitude dans la Serra do Mar, la Serra dos Órgãos, la Serra da Mantiqueira et la Serra da Bocaina.

## Description

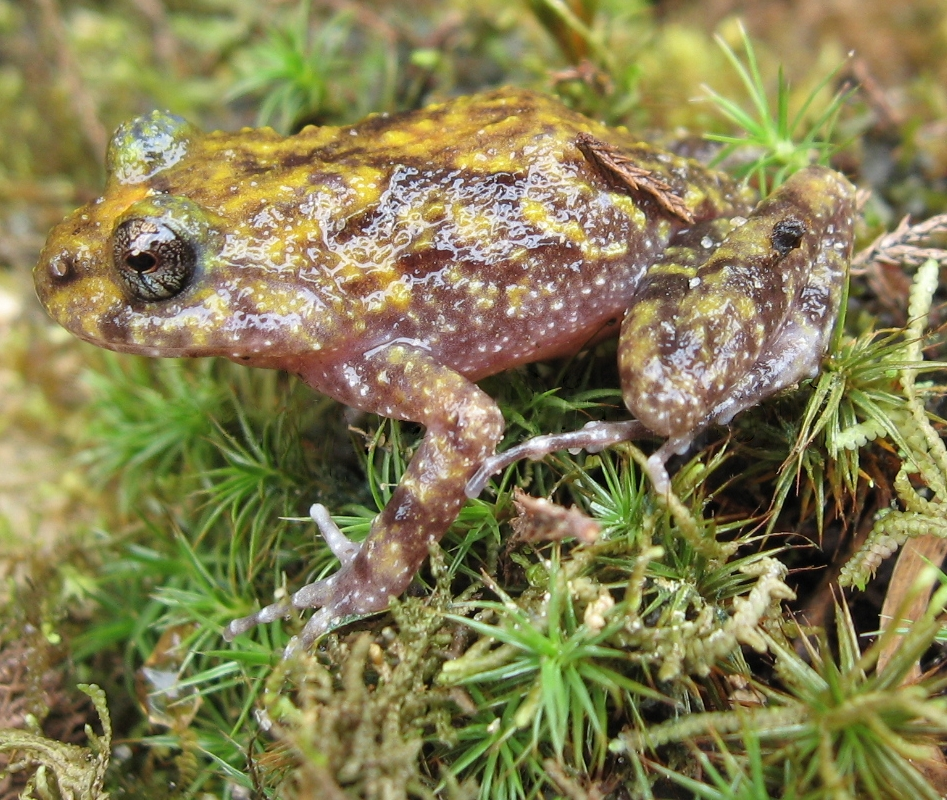
Cycloramphus eleutherodactylus

Les mâles mesurent jusqu'à 53,7 mm et les femelles jusqu'à 58,3 mm.

## Publication originale
- Miranda-Ribeiro, 1920 : O genero Telmatobius já foi constatado no Brasil ?. Revista do Museu Paulista, vol. 12, p. 261-271 (texte intégral).